# Corvus cryptoleucus
Corvus cryptoleucus е вид птица от семейство Вранови (Corvidae). Видът е незастрашен от изчезване.

## Разпространение
Разпространен е в Мексико и САЩ.